# Verchen
Verchen es un municipio situado en el distrito de Llanura Lacustre Mecklemburguesa, en el estado federado de Mecklemburgo-Pomerania Occidental (Alemania), a una altitud de 1 metro. Su población a finales de 2016 era de 400 habs. y su densidad poblacional, 33 hab/km².
Se encuentra ubicado a poca distancia de la frontera con el distrito de Rostock.